# Сан-Джованні-дель-Доссо
Сан-Джованні-дель-Доссо (італ. San Giovanni del Dosso) — муніципалітет в Італії, у регіоні Ломбардія, провінція Мантуя.
Сан-Джованні-дель-Доссо розташований на відстані близько 360 км на північ від Рима, 160 км на схід від Мілана, 32 км на південний схід від Мантуї.
Населення — 1251 особа (2014).

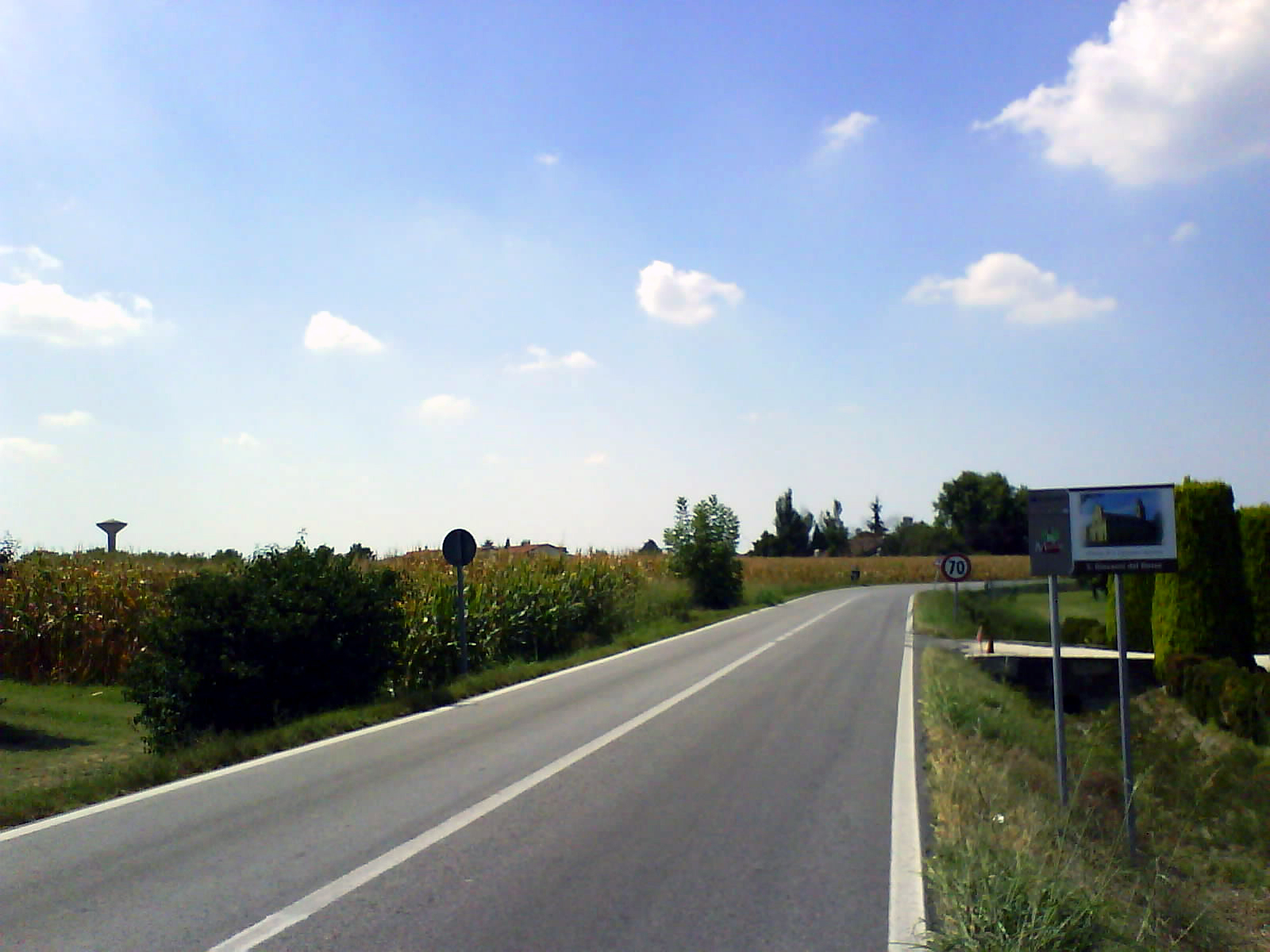

Щорічний фестиваль відбувається 24 червня. Покровитель — святий Іван Хреститель.

## Демографія
Населення за роками:

Станом на 1 січня 2023 року в муніципалітеті офіційно проживало 187 іноземців з 18 країн, серед них 37 громадян країн Євросоюзу та 1 громадянин України.

## Сусідні муніципалітети
- Конкордія-сулла-Секкія
- Мірандола
- Поджо-Руско
- Куїстелло
- Сан-Джакомо-делле-Сеньїяте
- Сківенолья
- Вілла-Пома